# Bowfell
Bowfell (Bow Fell auf Karten der Ordnance Survey) ist einer der 214 Wainwright genannten Berge (Fell) im nordenglischen Nationalpark Lake District. Unter den Fellwalkern (Wanderer) im Lake District ist dieser den südlichen Fells zugeordnete Berg einer der beliebtesten Gipfel mit zahlreichen Varianten für den Aufstieg.

## Topographie
Zu den südlichen Fells gehören einige der höchsten Berge Englands, die in einer hufeisenförmigen Kette im Bereich zwischen Great Langdale im Osten, Wasdale im Westen, Eskdale im Süden und Borrowdale im Norden angeordnet sind: Crinkle Crags, Bowfell, Esk Pike, Great End und als Abschluss Scafell Pike und Sca Fell als die beiden Höchsten.
Während der hufeisenförmige Bergzug das obere Eskdale umfasst, werden zwei weitere Täler vom Bowfell dominiert: Im Osten bildet er den Abschluss des Great Langdale und teilt es mit seinem Ostgrat (The Band) in die Täler Mickleden und Oxendale. Im Norden bildet er den Abschluss des Tales Langstrath, einem Nebental des Borrowdale. In allen diesen Tälern nimmt er eine dominante Position an deren Ende ein und erscheint als pyramidenförmiger Gipfel auf einem flachen Plateau.
Der Nordwestgrat fällt zum Pass Ore Gap ab, dessen Name von der dort vorhandenen rötlichen Erde abgeleitet wird, die reich an Hämatit ist. Unterhalb des Passes liegt nördlich in einem Talkessel der etwa 15 m tiefe Angle Tarn, in dem Forellen zu finden sind. Sein Wasser findet als Langstrath Beck seinen Weg nach Norden und fließt später als Fluss Derwent über Derwent Water und Bassenthwaite Lake durch die Orte Keswick und Cockermouth und mündet bei Workington in die Irische See.
Südlich von Ore Gap entspringt Yeastyrigg Gill, dessen Wasser später als Lingcove Beck über den Fluss Esk bei Ravenglass ebenfalls in die Irische See fließt.
Der südliche Grat des Bowfell fällt steil in die Scharte Three Tarns ab und bildet so den Übergang zu Crinkle Crags. Den Namen erhielt dieser Punkt durch eine Anzahl (meistens zwei oder drei, nach heftigen Regenfällen mehr) kleine Tarns. Von hier fließt Busco Sike nach Osten und bildet so den Hauptzufluss zu Oxendale Beck im Great Langdale.
Nach Osten gibt es zwei Grate. Der größte (The Band) teilt das obere Great Langdale in die Täler Mickleden und Oxendale und endet bei der Farm Stool End. Der Grat besitzt auf der Hälfte eine kleine felsige Erhebung (White Stones), die allerdings von den meisten Routenbeschreibungen nicht als eigenständiger Gipfel anerkannt wird. Der zweite Grat verläuft zuerst ein Stück nach Norden und wendet sich nach einer Scharte am oberen Ende von Rossett Gill nach Osten, um eine Verbindung mit Rossett Pike zu bilden. Die Fortsetzung dieses Grates bildet mit den Langdale Pikes den nördlichen Abschluss des Great Langdale.

## Aufstiege
The Band bietet einen der populärsten Anstiege und wird wegen seines weiten ungehinderten Ausblicks ins Great Langdale von den meisten Fellwalkern bevorzugt und ist ein beliebter Ort, um charakteristische Fotos von den Bergen des Lake District zu schießen.
Weitere Möglichkeiten, den Gipfel zu erreichen gibt, es aus den Tälern Borrowdale an Angle Tarn vorbei und aus dem Eskdale über den Pass Ore Gap. Diese Routen sind ungleich länger und recht zeitaufwändig.

## Gipfel
Die Gipfelregion besteht aus einem Grat mit steilen Felsabbrüchen. Die südliche Seite wird von Bowfell Links gebildet, einer Felswand, die von neun senkrechten Gullys durchzogen wird. Diese Gullys zu durchklettern ist weder lohnend noch sicher, da sie mit sehr losem Schotter angefüllt sind.
Die Ostseite besteht aus mehreren großen Felsabbrüchen und einer Great Slab (engl. = Große Platte) genannten schrägen Felsplatte, die ihren Namen nicht zu Unrecht trägt.
Das Panorama ist ausgezeichnet und fast alle Hauptberge des Lake District sind wegen der steilen Abbrüche zu allen Seiten gut zu sehen, da kein flaches Gipfelplateau die Sicht behindert.